# Химисквида
„Химисквида“ или „Песен за Хюмир“ е поема от Поетичната Еда.

## История
Асите посещават Егир и, тъй като той има много котли, решават, че трябва да им бъде домакин. Егир се съгласява при условие, че му донесат котел токова голям, че да затопли в него медовина за всички тях наведнъж. Тогава Тир се сеща за котела на баща си Химир (Один). Асите намират Химир, където Тор яде толкова много, че Химир и гостите му нямат друг избор, освен да отидат на риболов. След това в поемата се разказва за историята, където Тор за малко улавя Йормунганд. Тор показва силата си, но Химир му казва, че не може да го нарече силен, ако не успее да счупи чашата му. Чашата е вълшебна и може да бъде счупена само ако е блъсната в главата на Химир. Тор узнава за това и успява да счупи чашата, при което Химир му позволява да вземат котела му и да си тръгнат. Следва задължителното убийство на орди от великани, след което асите оставят котела и пиенето при Егир завинаги (или поне до Локасена).